# Merops Perkosios
Merops (altgriechisch Μέροψ Mérops) aus Perkote am Hellespont, daher Merops Perkosios, ist in der griechischen Mythologie ein sagenhafter König von Rhyndakos und ein Seher.
Seine beiden Söhne Amphios und Adrastos fallen im Trojanischen Krieg im Kampf gegen die Griechen. Seine Tochter Arisbe war die erste Frau des Priamos. Seine Tochter Kleite war vermählt mit Kyzikos. Im Etymologicum magnum wird sie Perkote genannt.
In den Quellen wird er als König von Rhyndakos bezeichnet. Der Rhyndakos ist heute noch als Fluss bekannt, ein entsprechendes Herrschaftsgebiet bzw. Volk aber nicht. Es ist daher so zu lesen, dass er Herrscher eines Gebietes an der Südküste des Marmarameeres war.